# Демочко Кузьма Макарович
Кузьма Макарович Де́мочко (27 жовтня (9 листопада) 1911, с. Сакуниха, Полтавська губернія — 12 січня 1990, Чернівці) — журналіст, мистецтвознавець, краєзнавець, редактор газети «Радянська Буковина». Учасник Другої світової війни. Член Спілки журналістів України (1958).

## Життєпис
Народився 9 листопада 1911 року в с. Сакуниха на Полтавщині (нині Роменський район Сумської області) в багатодітній селянській родині Макара Васильовича Демочки та його дружини Ялосовети Кириківни.
1927 року закінчив семирічну школу. Працював секретарем сільради, інструктором Недригайлівського райкому комсомолу. У 1930—1931 рр. — студент Ізюмського робфаку Харківського інституту механізації й електрифікації сільського господарства (нині Харківський національний технічний університет), згодом був на господарській роботі.
У 1933—1935 рр. служив у Червоній армії, після звільнення в запас працював шофером Недригайлівської ремонтно-тракторної станції.
Закінчив Харківський інститут журналістики (1940), був направлений на роботу до Чернівців. З дня створення в липні 1940 року газети «Радянська Буковина» (нині «Буковина») працював спочатку завідувачем відділу, заступником редактора, а з жовтня 1953 до березня 1972 р. був її редактором. Ініціатор організації при редакції літературного об'єднання.
Учасник Другої світової війни, з 1942 по 1944 рік перебував у лавах Радянської армії.
1955 р. закінчив філологічний факультет Чернівецького університету.
Член Спілки журналістів України з 1958 року. Обирався членом правління СЖУ, головою бюро Чернівецької обласної журналістської організації. Був відповідальним секретарем обласного відділення товариства «Україна» (1972—1980). Входив до складу редакційної колегії тому «Історія міст і сіл Української РСР. Чернівецька область».
Помер К. М. Демочко 12 січня 1990 року, похований на Руському кладовищі в Чернівцях.

## Творчість
Займався вивченням маловідомих сторінок театрального й музичного життя Буковини XIX — першої третини XX ст. Автор біографічних нарисів про композиторів С. Воробкевича та Є. Мандичевського, режисерів І. Дутку і С. Терлецького, диригента М. Левицького, музикантів К. Мікулі та А. Гржімалі, акторів С. Крушельницьку й І. Захарка, співаків Ореста і Дениса Руснаків, Ф. Лопатинську, М. Менцинського, бандуриста та історика Г. Хоткевича, діяльність відомих співацьких товариств.
Автор книг «Мистецька Буковина» (1968), «Музична Буковина» (1990; обидві — Київ). 2008 року син Кузьми Макаровича — кандидат історичних наук Віктор Кузьмич Демочко, об′єднав публікації цих книжок в одну — «Мистецька Буковина. Нариси з минулого». До видання увійшли 25 нарисів про митців, «Слово про автора» професора А. П. Коцура і 6 спогадів журналістів, які багато років працювали разом з автором книги.

## Родина
1940 р. у Харкові одружився з Олександрою Онисимівною Кобець, з якою прожив до останніх днів. Виростили і виховали двох синів: Віктора (1952—2020) та Володимира (1957 р. н.).

## Нагороди
- Орден Трудового Червоного Прапора (1958)
- Орден «Знак Пошани» (4.05.1962)
- Медаль «За перемогу над Німеччиною у Великій Вітчизняній війні 1941—1945 рр.»
- Медаль «За доблесну працю у Великій Вітчизняній війні 1941—1945 рр.»

Нагороджений багатьма неурядовими відзнаками, зокрема Великою і Малою срібними медалями учасника Всесоюзної сільськогосподарської виставки, Почесною Грамотою комітету по пресі Ради Міністрів СРСР і ЦК профспілок працівників культури, нагрудним знаком «Відмінник преси» та ін..

## Увічнення пам'яті
1991 р. у с. Сакуниха на честь К. М.  Демочки встановлено меморіальну дошку на будинку колишньої школи, де він навчався.
7 червня 2003 р. на будинку в Українському провулку (з 2005 р. — вул. Едуарда Райса), де жив К. М. Демочко, зусиллями редакцій газет «Буковина» та «Правдивий доступ», міської влади було урочисто відкрито пам'ятну дошку.